# Fuji Television
Fuji Television (яп. 株式会社フジテレビジョン; англ. Fuji Television Network, Inc.) — японська телевізійна мережа, що базується в Токіо, Японія. Відоміша як Fuji TV (яп. フジテレビ) або СХ. Це основна телестанція «Fuji News Network» і «Fuji Network System» (яп. フジネットワーク) або FNS. Також вона співпрацює з «Nippon Broadcasting System, Inc.»

## Офіси

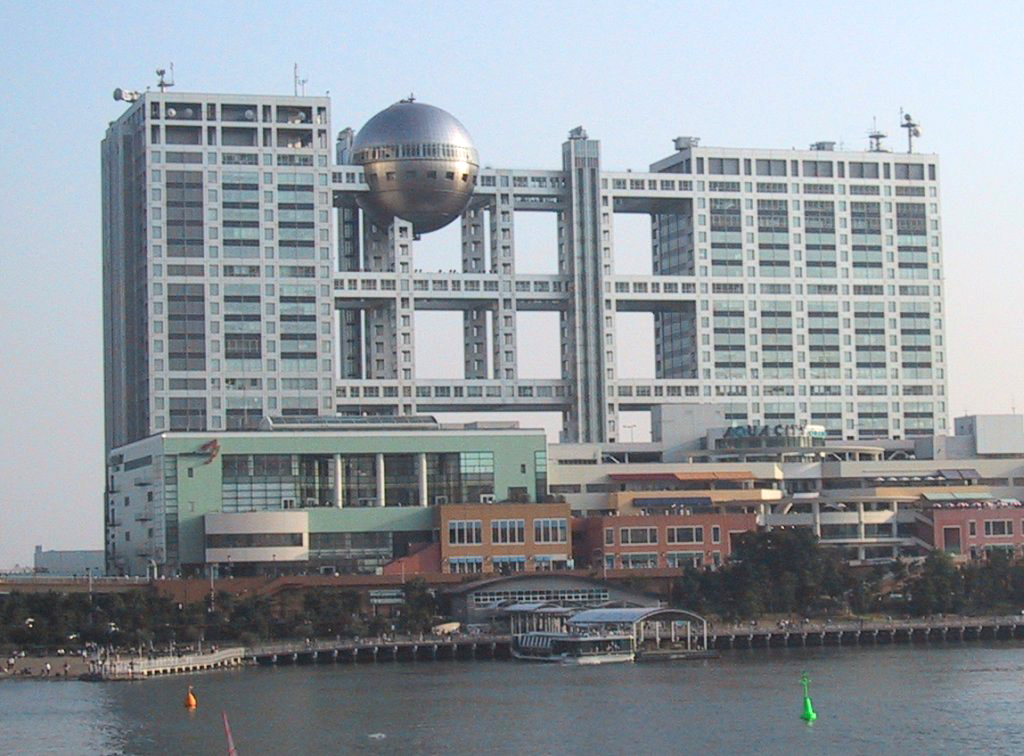
Будівля штаб-квартири Fuji TV відома своєю незвичною архітектурою.

Штаб розташований за адресою 2-4-8 Дайба Мінато-ку Токіо Японія. Адреса кансайського офісу — Aqua Dojima East, Доджіма, Кіта-ку, Осака, Японія. Адреса Наґойського офісу — Telepia, Хіґаші-сакура, Хіґаші-ку, Наґоя, Японія.

## Історія Fuji TV
Fuji Television була заснована 18 листопада 1951 року. 1 березня 1959 року Fuji TV почало телемовлення і створило мережу спільно з Tokai TV, Kansai TV і Kyushu Asahi Broadcasting. У жовтні 1966 року була сформована мережа обміну новинами з місцевими станціями під назвою FNN (Fuji News Network). 1 квітня 1986 змінився логотип (Channel 8 > Medama).

## Рекламне гасло
- HAVE YOUR MEASURE, тому що шанс - це Fuji TV (яп. HAVE YOUR MEASURE きっかけは、フジテレビ。, HAVE YOUR MEASURE Кіккаке ва Фудзі)

Раніше слоганом було Ми трохи щасливі через Fuji TV. (яп. ちょっぴりハッピー、きっかけは、フジテレビ。, Теребі Теппірі Хеппі Кіккаке ва Фудзі Теребі)

## Телемовлення

### Аналогове
JOCX-TV — Fuji Television Analog (яп. フジテレビジョン・アナログ)
- Tokyo Tower — канал 8

Tokyo bottom
- Hachioji — канал 31
- Tama — канал 57

Острови в Токіо
- Chichijima — канал 57
- Hahajima — канал 58

Префектура Ібаракі
- Mito — канал 38
- Hitachi — канал 58

Префектура Тотіґі
- Utsunomiya — канал 57

Префектура Ґумма
- Maebashi — канал 58

Префектура Сайтама
- Chichibu — канал 29

Префектура Тіба
- Narita — канал 57
- Tateyama — канал 58

Префектура Канагава
- Yokohama-minato — канал 58
- Yokosuka-kurihama — канал 37
- Hiratsuka — канал 39

Префектура Окінава
- Kita-daito — канал 46
- Minami-daito — канал 58

США (орендований доступ)
- Сан-Франциско, Каліфорнія KTSF — канал 26
- Нью-Йорк WMBC — канал 63

### Цифрове
JOCX-DTV — Fuji Digital Television (яп. フジデジタルテレビジョン)
- Remote controller ID 8
- Tokyo Tower — канал 21
- Mito — канал 19
- Utsunomiya — канал 35
- Maebashi — канал 42
- Hiratsuka — канал 21

## Покази

### Аніме
| - Afro Samurai - Ai Yori Aoshi - Aoki Densetsu Shoot! - Astro Boy - Beastars - C - Chibi Maruko-chan - Chrono Crusade - Cooking Master Boy - Digimon Adventure - Digimon Adventure 02 - Digimon Tamers - Digimon Frontier - Digimon Data Squad - Digital Monster X-evolution - Dr. Slump - Dragon Ball - Dragon Ball Z - Dragon Ball GT - Dragon Warrior - Fatal Fury: Legend of the Hungry Wolf - Fatal Fury 2: The New Battle - Fist of the North Star - Flame of Recca - Full Metal Panic? Fumoffu - Gad Guard - Galaxy Express 999 - Gatchaman - Gantz - Genesis Climber Mospeada - Getsumento Heiki Mina - Getter Robo - Gigantor - Girls Bravo - Gravion - Gravion Zwei - Great Mazinger - Great Teacher Onizuka - Gunslinger Girl - Haibane Renmei - Hataraki Man - Hellsing - Honey and Clover - Hungry Heart: Wild Striker - Hunter X Hunter | - Initial D - Jyu Oh Sei - Kanon - Key the Metal Idol - Kiddy Grade - Kimba the White Lion - L/r: Licensed by Royalty - Lassie - Legendz - Maison Ikkoku - Marmalade Boy - Mazinger Z - Mushishi - Nanako SOS - Night Head Genesis - Ninku - Nodame Cantabile - One Piece - Paradise Kiss - Parappa the Rapper - Peter Pan no Boken - Rahxephon - Ranma ½ - Read or Die - Rurouni Kenshin - Sakigake!! Otokojuku - Samurai Champloo - Sazae-san - Skull Man - Speed Racer - Starzinger - Super Milk-chan - Swiss Family Robinson - Texhnolyze - The Bush Baby - The Galaxy Railways - Touch - Turn A Gundam - Vampiyan Kids - Wolf's Rain - Yu Yu Hakusho - Konjiki no Gash Bell!! |

### Телесеріали
- Long Vacation (яп. ロングバケーション) (1996)
- Furuhata Ninzaburō (яп. 古畑任三郎)
- With Love (1999)
- HERO (2001)
- Shiroi Kyotō (яп. 白い巨塔) (2003—2004)
- Water Boys (яп. ウォーターボーイズ) (2003, 2004)
- Dr.Coto Shinryojo (яп. Dr.コトー診療所) (2003, 2004)
- Densha Otoko (яп. 電車男) (2005)
- Umizaru Evolution (яп. 海猿) (2005)
- Oniyome Nikki (яп. 鬼嫁日記) (2005)
- 1 Litre of Tears (яп. 1リットルの涙) (2005)
- Attention Please (яп. アテンションプリーズ) (2006)
- Kekkon Dekinai Otoko (яп. 結婚できない男) (2006)
- Nodame Cantabile (яп. のだめカンタービレ) (2006)
- Proposal Daisakusen (яп. プロポーズ大作戦) (2007)
- Life (яп. ライフ) (2007)
- Shikaotoko Aoniyoshi (the Fantastic Deer-man) (яп. 鹿男あをによし) (2008)

### Кулінарія
- Iron Chef (1993—1999, 2001 Special)

### Новиниі інформація
- Mezamashi TV (яп. めざましテレビ, 1994.4 — до сих пір) — ранкова програма новин.
- Tokudane! (яп. 情報プレゼンター とくダネ!, 1999.4 — до сих пір) — ранкова програма новин.
- FNN Speak (яп. FNNスピーク, 1987.10 — до сих пір) — денна програма новин.
- FNN Supernews (яп. FNNスーパーニュース, 1998.4 — до сих пір) — вечірня програма новин.
  - FNN Super Time (яп. FNNスーパータイム, 1984.10 — 1997.3) — вечірня програма новин.
- News Japan (яп. ニュースJAPAN, 1994.4 — до сих пір) — нічна програма новин.
  - FNN DATE LINE (яп. FNNデイトライン, 1987.10 — 1990.3) — нічна програма новин.
- Kids News — щотижнева дитяча програма новин

### Спорт
- Sport (яп. すぽると!)
- Baseball SPECIAL: Yomiuri Giants та Tokyo Yakult Swallows
- Formula One World Championship
- Volleyball World Cup
- Horse Racing
- PRIDE
- World Judo Championships
- International Chiba Ekiden
- World Figure Skating Championships
- Fujisankei Classic
- K-1

### Інше
- IQ Sapuri (яп. 脳内エステ IQサプリ)
- Hey! Spring of Trivia
- the Gaman
- Flyer TV
- Zuiikin' English
- Waratte Iitomo (яп. 森田一義アワー 笑っていいとも!)
- Hey! Hey! Hey! Music Champ

### Реаліті-шоу
- Ainori (яп. あいのり) (11 жовтня 1999 — досі)
- Terrace House (яп. テラスハウス) (з 2012 — досі, Netflix — з 2015)